# Letní olympijské hry 2016

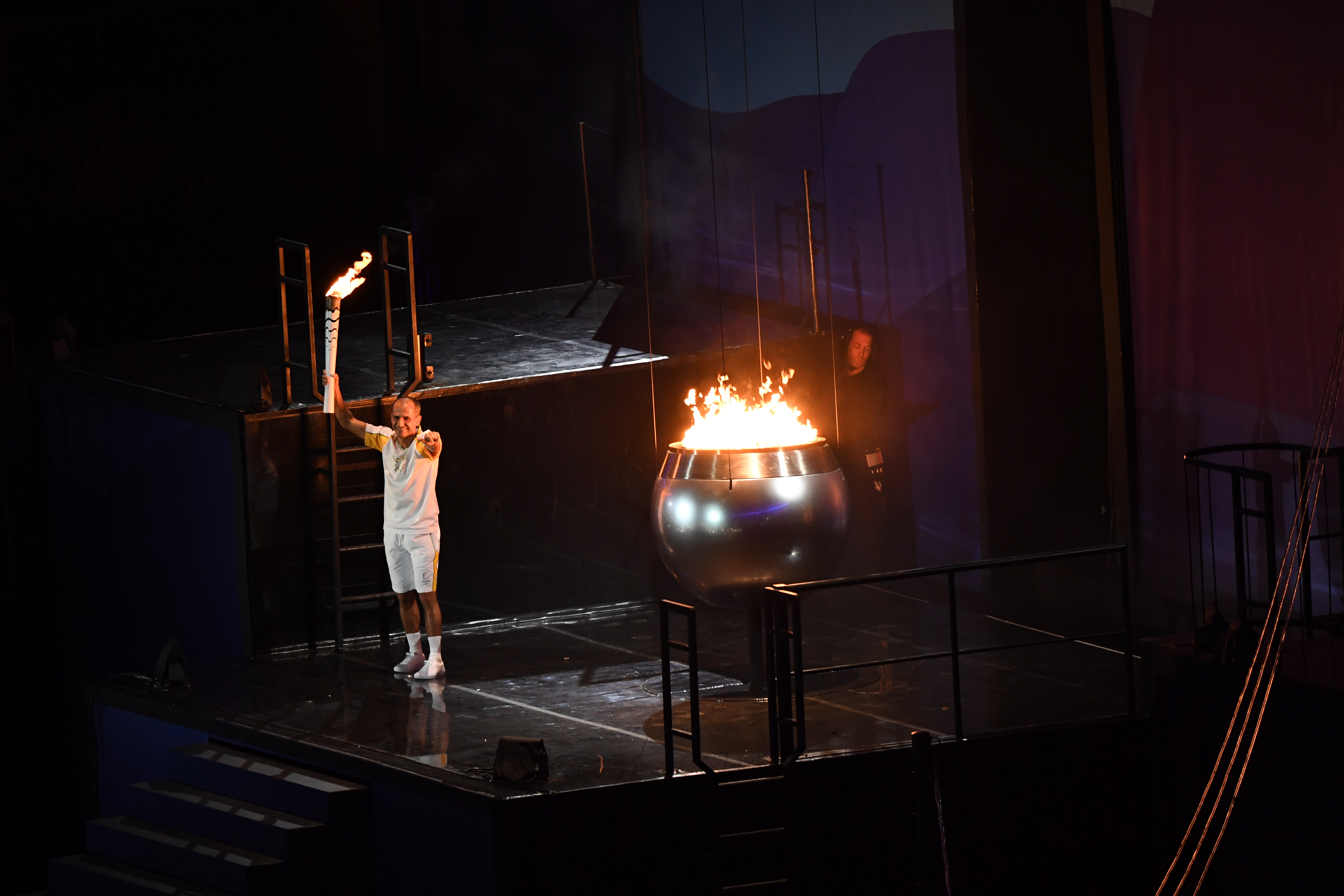
Maratónský běžec Vanderlei Cordeiro de Lima zapálením ohně zahájil Olympijské hry v Riu

Letní olympijské hry 2016 (portugalsky Jogos Olímpicos de Verão de 2016), oficiálně Hry XXXI. olympiády (portugalsky Jogos da XXXI Olimpíada), představovaly velkou mezinárodní sportovní událost – pokračování tradice olympijských her, organizovanou Mezinárodním olympijským výborem. Za místo konání bylo vybráno brazilské město Rio de Janeiro, na jehož stadiónu Maracanã proběhlo 5. srpna 2016 zahájení. Zakončení her se konalo 21. srpna 2016. Soutěž fotbalistů se rozeběhla již o dva dny dříve, 3. srpna 2016.
Her se účastnil rekordní počet zemí, které mezi sebou soutěžily v rekordním počtu sportů. Celkem se her účastnilo 11 303 sportovců z 206 národních olympijských výborů (NOV), včetně premiérových účastníků Kosova a Jižního Súdánu. Soupeření o 306 sad medailí se uskutečnilo ve 28 sportech, a to na 35 sportovištích, situovaných převážně na okraji západní zóny Ria v Barra da Tijuca. Olympiádu ovlivnil i virus zika, kvůli kterému do Ria nepřijeli někteří sportovci, z Čechů např. Tomáš Berdych, Karolína Plíšková.
Rio de Janeiro se stalo prvním jihoamerickým městem, ve kterém se odehrály olympijské hry. Hostitelské město bylo oznámeno 2. října 2009 na třináctém olympijském kongresu v dánské Kodani.

## Volba pořadatele
Města, která měla zájem na uspořádání LOH 2016, musela spolu s ostatními podat přihlášku do 14. ledna 2008. Potenciální kandidátská města prošla výběrovým řízením, které hodnotilo celkem jedenáct kritérií (doprava, finance, ubytování atd.) Na jejich základě pak komise zúžila výběr na čtyři adepty: americké Chicago, španělský Madrid, brazilské Rio de Janeiro a japonské Tokio (které hostilo Letní olympijské hry 1964 a znovu je bude hostit v roce 2020). Mezinárodní olympijský výbor (MOV) nepodporoval kandidaturu Dauhá, a to i navzdory vyššímu ohlasu než vybrané Rio de Janeiro, jelikož záměr Dauhá pořádat olympijské hry v říjnu nevyhovoval kalendáři MOV. Praha a Baku také nepřešly přes výběrové řízení.

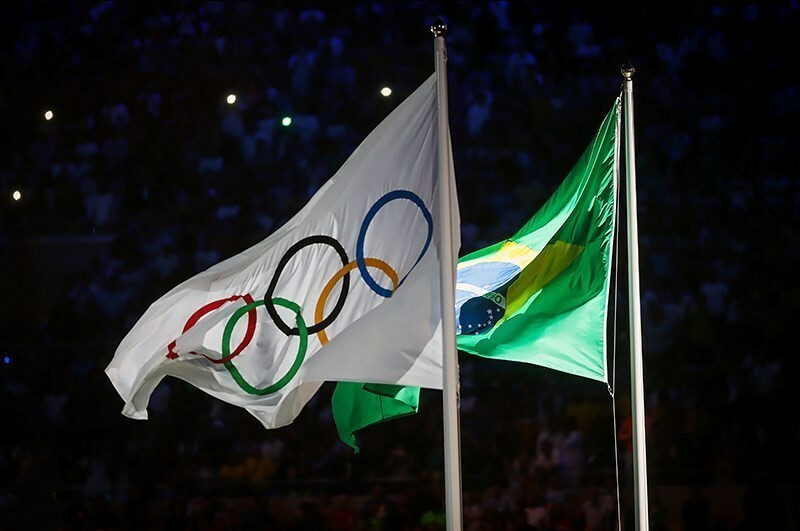
Brazilská a olympijská vlajka při zahajovacím ceremoniálu

V čele 10členné hodnotící komise stanula Maročanka Nawal El Moutawakel, která již předsedala hodnotící komisi pro jednotlivé kandidatury Letních olympijských her 2012. V druhém čtvrtletí roku 2009 provedla komise inspekce na místě. Dne 2. září, měsíc před volbami, vydali pro členy MOV obsáhlé odborné posouzení.
MOV udělalo na jednotlivých místech mnoho omezení, aby se zabránil kandidujícím městům v komunikaci nebo v přímém ovlivňování 115 hlasujících členů. Nicméně kandidující města investovaly do svých PR a mediálních programů nemalé částky ve snaze nepřímo ovlivňovat členy MOV, sbírat domácí podporu, podporu sportovních médií a obecně mezinárodních médií jako takových.
Konečné hlasování se konalo dne 2. října 2009 v dánském hlavní městě Kodani. Chicago a Tokio byly vyřazeny po prvním a druhém kole hlasování, v uvedeném pořadí, přičemž do posledního kola mířilo Rio de Janeiro s výrazným náskokem před Madridem. Ten si také udrželo a bylo vyhlášeno jako hostitel Letních olympijských her v roce 2016.

### Předem zamítnutí kandidáti
- Baku, Ázerbájdžán
- Dauhá, Katar
- Praha, Česko (Uchazečství Prahy o pořádání olympijských her)

### Kandidáti a hlasování
| Výsledky hlasování o místu konání XXXI. LOH | Výsledky hlasování o místu konání XXXI. LOH | Výsledky hlasování o místu konání XXXI. LOH | Výsledky hlasování o místu konání XXXI. LOH | Výsledky hlasování o místu konání XXXI. LOH |
| Kandidátské město                           | stát                                        | první kolo                                  | druhé kolo                                  | třetí kolo                                  |
| ------------------------------------------- | ------------------------------------------- | ------------------------------------------- | ------------------------------------------- | ------------------------------------------- |
| Rio de Janeiro                              | Brazílie                                    | 26                                          | 46                                          | 66                                          |
| Madrid                                      | Španělsko                                   | 28                                          | 29                                          | 32                                          |
| Tokio                                       | Japonsko                                    | 22                                          | 20                                          | —                                           |
| Chicago                                     | USA                                         | 18                                          | —                                           | —                                           |

## Olympijská sportoviště

Mapa Rio de Janeira ukazuje sportoviště pro Letní olympijské hry 2016

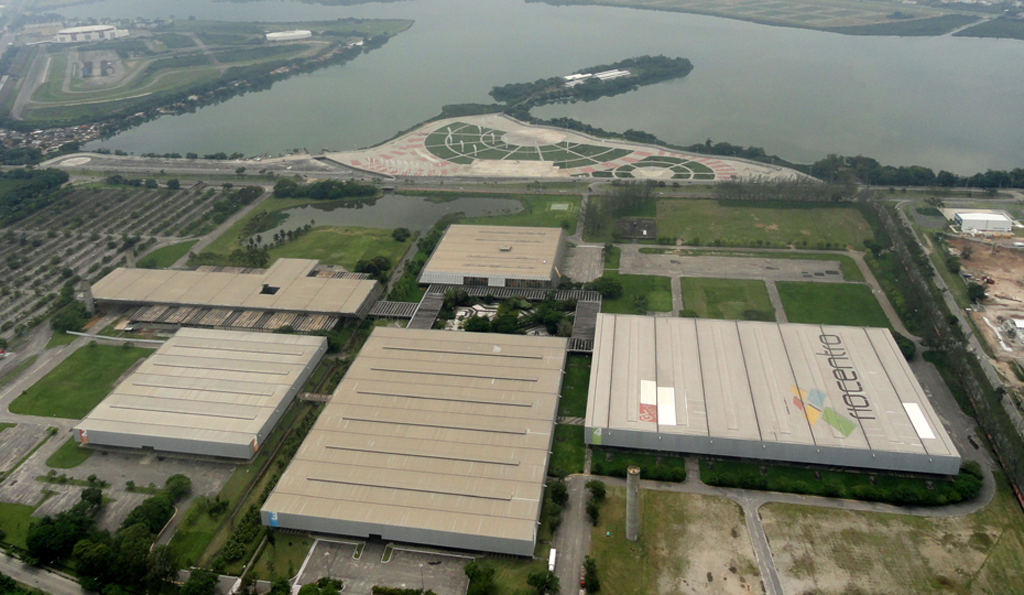
Riocentro

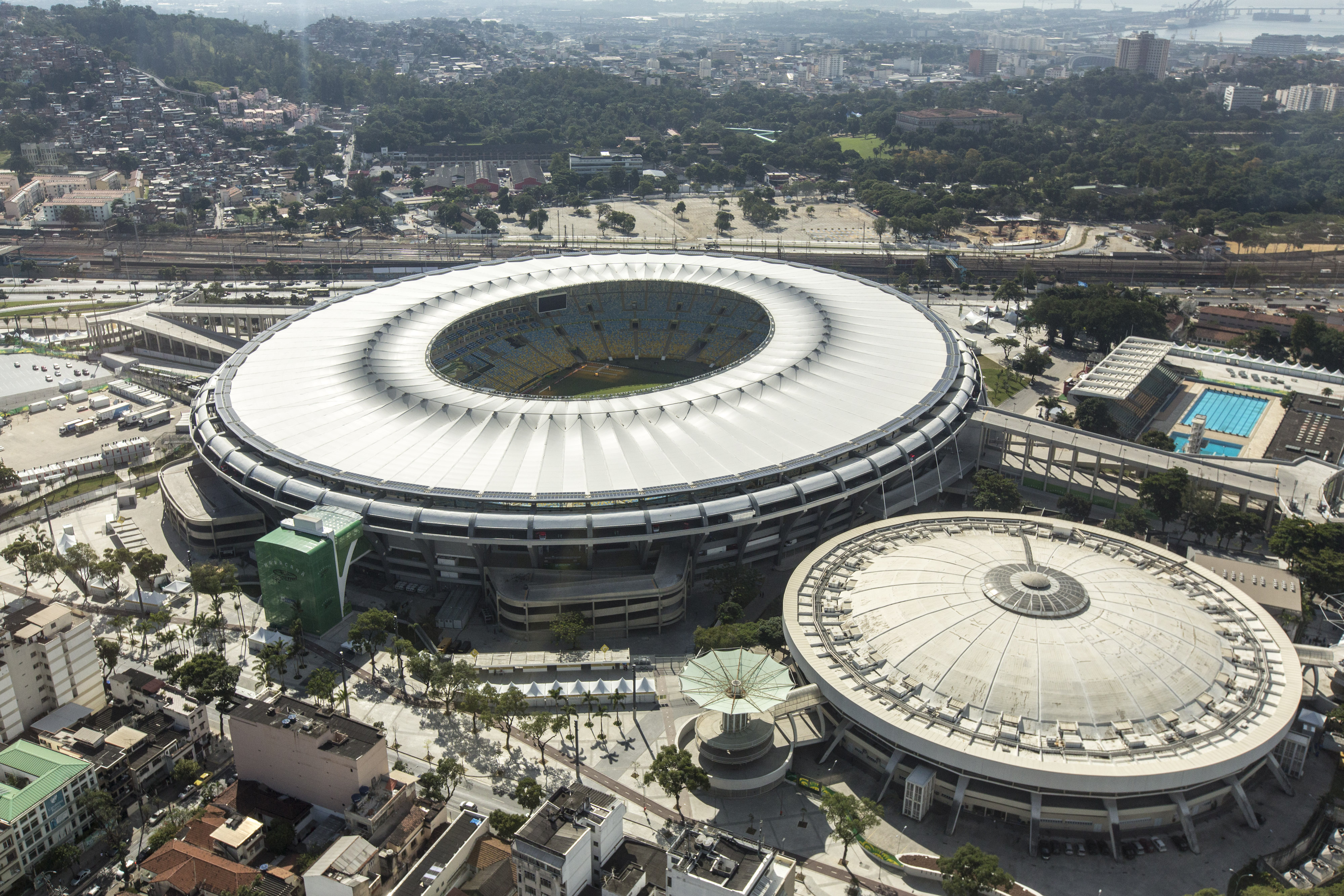
Maracanã

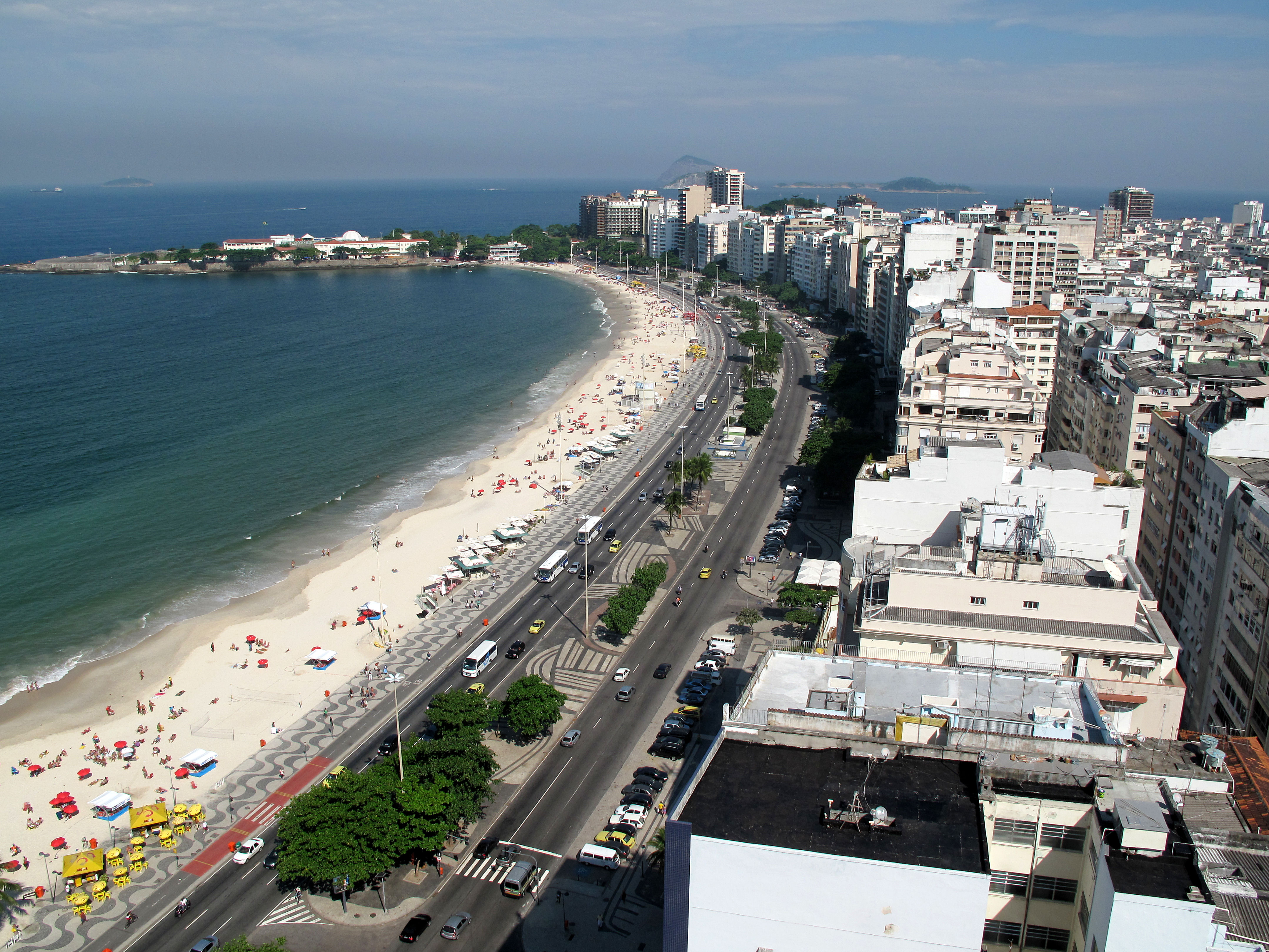
Copacabana

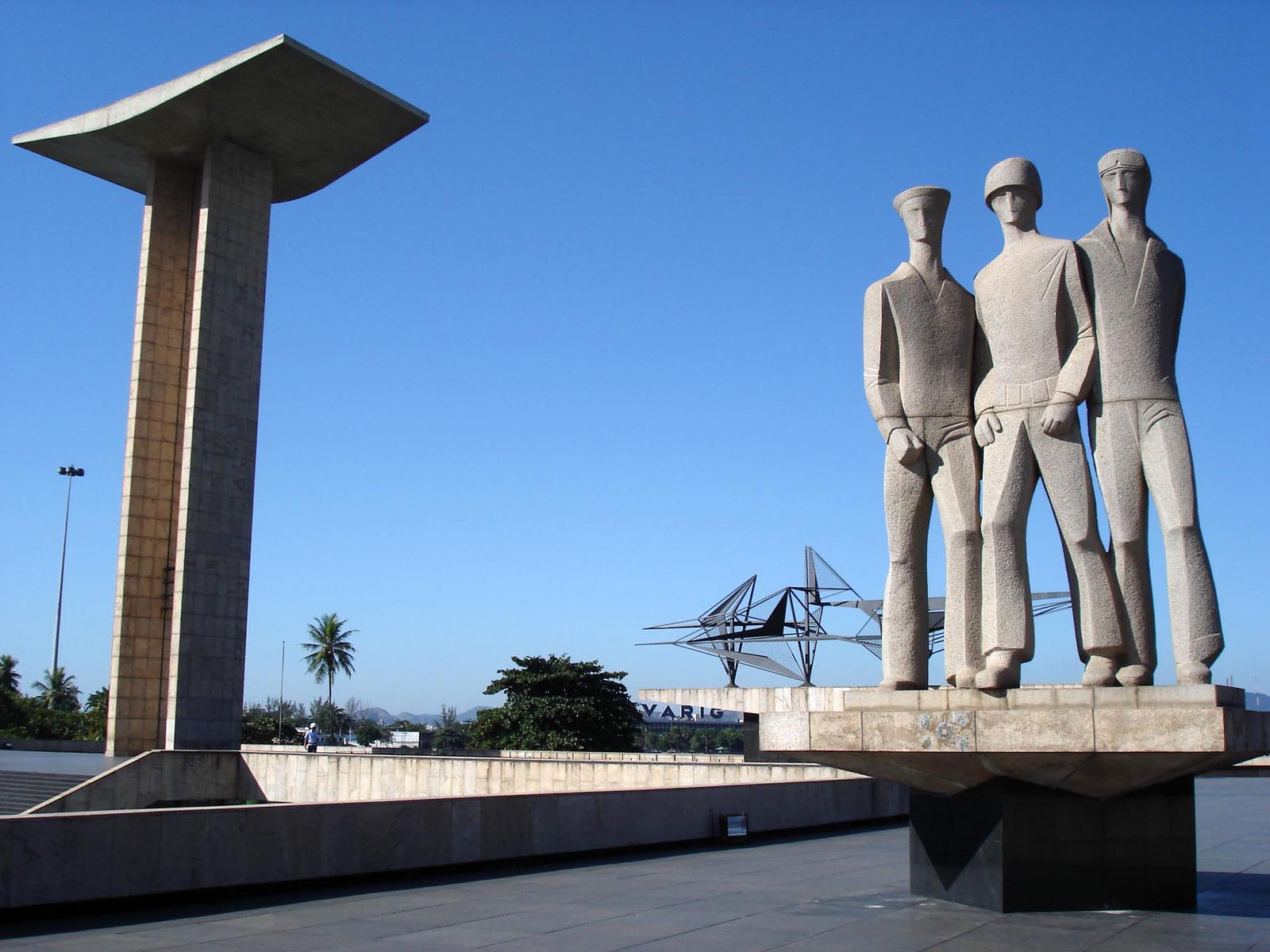
Flamengo Park

### Olympijský park Barra
Související informace naleznete také v článku Olympijský park
- Arena Carioca 1: basketbal
- Arena Carioca 2: zápas řecko-římský, zápas ve volném stylu, judo
- Arena Carioca 3: šerm, taekwondo
- Arena do Futuro: házená
- Parque Aquático Maria Lenk: skoky do vody, synchronizované plavání, vodní pólo
- Olympijský stadion plaveckých sportů: plavání, vodní pólo
- Olympijské tenisové centrum: tenis
- Olympijská aréna: sportovní gymnastika, moderní gymnastika, skoky na trampolíně
- Olympijský velodrom: dráhová cyklistika

### Maracanã
- Estádio do Maracanã (fotbal, slavností zahájení a zakončení LOH 2016)
- Estádio Olímpico João Havelange (atletika)
- Ginásio do Maracanãzinho (volejbal)
- Sambadrome Marquês de Sapucaí (lukostřelba, atletika/maraton)

### Copacabana
- Copacabana (plážový volejbal)
- Flamengo Park (atletika/rychlá chůze, cyklistika/silniční cyklistika)
- Fort Copacabana ( plavání/10 km maratón, cyklistika/časovka, triatlon)
- Rodrigo de Freitas Lagoon (kanoistika, veslování)
- Marina da Glória (jachting)

### Deodoro
- Olympijské jezdecké centrum (jezdectví)
- National Shooting Center (střelba)

- Olympic Mountain Bike Park (cyklistika/horská kola)
- Olympic BMX Center (cyklistika/BMX)
- Olympic Whitewater Stadium (slalom na divoké vodě)

Fotbalové stadiony pro Letní olympijské hry 2016

### Sportoviště mimo Rio
- Itaipava Arena Fonte Nova- Salvador (fotbal)
- Estádio Nacional Mané Garrincha- Brasília (fotbal)
- Estádio Mineirão- Belo Horizonte (fotbal)
- Arena Corinthians- São Paulo (fotbal)

## Účast národních olympijských výborů
201 národních olympijských výborů kvalifikovalo alespoň jednoho atleta. Účastnily se rovněž dva nezávislé týmy, „Olympijský atletický tým uprchlíků“ a „Nezávislý olympijský atletický tým“. Kosovo a Jižní Súdán se účastní olympijských her poprvé. V české olympijské výpravě se představuje 104 českých sportovců.

## Soutěže
Na hrách XXXI. olympiády proběhly soutěže ve 32 sportovních odvětvích. Novými sporty v programu olympijských her se staly golf po 112 letech a ragby po 92 letech.

### Sporty
- Atletika
- Badminton
- Basketbal
- Box
- Cyklistika
- Fotbal
- Golf
- Gymnastika
(sportovní, moderní, trampolína)
- Házená
- Jachting
- Jezdectví
- Judo
- Kanoistika
- Lukostřelba
- Moderní pětiboj
- Plavání
- Plážový volejbal
- Pozemní hokej
- Ragby
- Skoky do vody
- Sportovní střelba
- Stolní tenis
- Synchronizované plavání
- Šerm
- Taekwondo
- Tenis
- Triatlon
- Veslování
- Vodní pólo
- Volejbal
- Vzpírání
- Zápas

### Kalendář soutěží
| UC | Úvodní ceremoniál | ● | Soutěžní den disciplíny | 1 | Finále disciplíny | ZC | Závěrečný ceremoniál |

| Srpen                   | Srpen                   | 3. St | 4. Čt | 5. Pá | 6. So | 7. Ne | 8. Po | 9. Út | 10. St | 11. Čt | 12. Pá | 13. So | 14. Ne | 15. Po | 16. Út | 17. St | 18. Čt | 19. Pá | 20. So | 21. Ne | Finále |
| ----------------------- | ----------------------- | ----- | ----- | ----- | ----- | ----- | ----- | ----- | ------ | ------ | ------ | ------ | ------ | ------ | ------ | ------ | ------ | ------ | ------ | ------ | ------ |
| Ceremoniály             | Ceremoniály             |       |       | UC    |       |       |       |       |        |        |        |        |        |        |        |        |        |        |        | ZC     |        |
| Atletika                | Atletika                |       |       |       |       |       |       |       |        |        | 3      | 5      | 4      | 5      | 5      | 4      | 6      | 7      | 7      | 1      | 47     |
| Badminton               | Badminton               |       |       |       |       |       |       |       |        | ●      | ●      | ●      | ●      | ●      | ●      | 1      | 1      | 2      | 1      |        | 5      |
| Basketbal               | Basketbal               |       |       |       | ●     | ●     | ●     | ●     | ●      | ●      | ●      | ●      | ●      | ●      | ●      | ●      | ●      | ●      | 1      | 1      | 2      |
| Box                     | Box                     |       |       |       | ●     | ●     | ●     | ●     | ●      | ●      | ●      | ●      | 1      | 1      | 1      | 1      | 1      | 1      | 3      | 4      | 13     |
|                         | Silniční cyklistika     |       |       |       | 1     | 1     |       |       | 2      |        |        |        |        |        |        |        |        |        |        |        | 4      |
| Dráhová cyklistika      |                         |       |       |       |       |       |       |       | 1      | 2      | 2      | 1      | 1      | 3      |        |        |        |        |        | 10     |        |
| BMX                     |                         |       |       |       |       |       |       |       |        |        |        |        |        |        | ●      | ●      | 2      |        |        | 2      |        |
| Horská kola             |                         |       |       |       |       |       |       |       |        |        |        |        |        |        |        |        |        | 1      | 1      | 2      |        |
| Fotbal                  | Fotbal                  | ●     | ●     |       | ●     | ●     |       | ●     | ●      |        | ●      | ●      |        |        | ●      | ●      |        | 1      | 1      |        | 2      |
| Golf                    | Golf                    |       |       |       |       |       |       |       |        | ●      | ●      | ●      | 1      |        |        | ●      | ●      | ●      | 1      |        | 2      |
|                         | Sportovní gymnastika    |       |       |       | ●     | ●     | 1     | 1     | 1      | 1      |        |        | 4      | 3      | 3      |        |        |        |        |        | 14     |
| Moderní gymnastika      |                         |       |       |       |       |       |       |       |        |        |        |        |        |        |        |        | ●      | 1      | 1      | 2      |        |
| Skoky na trampolíně     |                         |       |       |       |       |       |       |       |        | 1      | 1      |        |        |        |        |        |        |        |        | 2      |        |
| Házená                  | Házená                  |       |       |       | ●     | ●     | ●     | ●     | ●      | ●      | ●      | ●      | ●      | ●      | ●      | ●      | ●      | ●      | 1      | 1      | 2      |
| Jachting                | Jachting                |       |       |       |       |       | ●     | ●     | ●      | ●      | ●      | ●      | 2      | 2      | 2      | 2      | 2      |        |        |        | 10     |
| Jezdectví               | Jezdectví               |       |       |       | ●     | ●     | ●     | 2     | ●      | ●      | 1      |        | ●      | 1      | ●      | 1      |        | 1      |        |        | 6      |
| Judo                    | Judo                    |       |       |       | 2     | 2     | 2     | 2     | 2      | 2      | 2      |        |        |        |        |        |        |        |        |        | 14     |
|                         | Rychlostní kanoistika   |       |       |       |       |       |       |       |        |        |        |        |        | ●      | 4      | ●      | 4      | ●      | 4      |        | 12     |
| Vodní slalom            |                         |       |       |       | ●     | ●     | 1     | 1     | 2      |        |        |        |        |        |        |        |        |        |        | 4      |        |
| Lukostřelba             | Lukostřelba             |       |       | ●     | 1     | 1     | ●     | ●     | ●      | 1      | 1      |        |        |        |        |        |        |        |        |        | 4      |
| Moderní pětiboj         | Moderní pětiboj         |       |       |       |       |       |       |       |        |        |        |        |        |        |        |        | ●      | 1      | 1      |        | 2      |
|                         | Plavání                 |       |       |       | 4     | 4     | 4     | 4     | 4      | 4      | 4      | 4      |        |        |        |        |        |        |        |        | 32     |
| Dálkové plavání         |                         |       |       |       |       |       |       |       |        |        |        |        | 1      | 1      |        |        |        |        |        | 2      |        |
| Plážový volejbal        | Plážový volejbal        |       |       |       | ●     | ●     | ●     | ●     | ●      | ●      | ●      | ●      | ●      | ●      | ●      | 1      | 1      |        |        |        | 2      |
| Pozemní hokej           | Pozemní hokej           |       |       |       | ●     | ●     | ●     | ●     | ●      | ●      | ●      | ●      | ●      | ●      | ●      | ●      | 1      | 1      |        |        | 2      |
| Ragby                   | Ragby                   |       |       |       | ●     | ●     | 1     | ●     | ●      | 1      |        |        |        |        |        |        |        |        |        |        | 2      |
| Skoky do vody           | Skoky do vody           |       |       |       |       | 1     | 1     | 1     | 1      |        | ●      | ●      | 1      | ●      | 1      | ●      | 1      | ●      | 1      |        | 8      |
| Stolní tenis            | Stolní tenis            |       |       |       | ●     | ●     | ●     | ●     | 1      | 1      | ●      | ●      | ●      | ●      | 1      | 1      |        |        |        |        | 4      |
| Sportovní střelba       | Sportovní střelba       |       |       |       | 2     | 2     | 2     | 1     | 2      | 1      | 2      | 2      | 1      |        |        |        |        |        |        |        | 15     |
| Synchronizované plavání | Synchronizované plavání |       |       |       |       |       |       |       |        |        |        |        | ●      | ●      | 1      |        | ●      | 1      |        |        | 2      |
| Šerm                    | Šerm                    |       |       |       | 1     | 1     | 1     | 1     | 2      | 1      | 1      | 1      | 1      |        |        |        |        |        |        |        | 10     |
| Taekwondo               | Taekwondo               |       |       |       |       |       |       |       |        |        |        |        |        |        |        | 2      | 2      | 2      | 2      |        | 8      |
| Tenis                   | Tenis                   |       |       |       | ●     | ●     | ●     | ●     | ●      | ●      | 1      | 1      | 3      |        |        |        |        |        |        |        | 5      |
| Triatlon                | Triatlon                |       |       |       |       |       |       |       |        |        |        |        |        |        |        |        | 1      |        | 1      |        | 2      |
| Veslování               | Veslování               |       |       |       | ●     |       | ●     | ●     |        | 6      | 4      | 4      |        |        |        |        |        |        |        |        | 14     |
| Vodní pólo              | Vodní pólo              |       |       |       | ●     |       | ●     | ●     | ●      | ●      | ●      | ●      | ●      | ●      | ●      | ●      | ●      | 1      | 1      |        | 2      |
| Volejbal                | Volejbal                |       |       |       | ●     | ●     | ●     | ●     | ●      | ●      | ●      | ●      | ●      | ●      | ●      | ●      | ●      | ●      | 1      | 1      | 2      |
| Vzpírání                | Vzpírání                |       |       |       | 1     | 2     | 2     | 2     | 2      |        | 2      | 1      | 1      | 1      | 1      |        |        |        |        |        | 15     |
| Zápas                   | Zápas                   |       |       |       |       |       |       |       |        |        |        |        | 2      | 2      | 2      | 3      | 3      | 2      | 2      | 2      | 18     |
| Celkem disciplín        | Celkem disciplín        |       |       |       | 12    | 14    | 14    | 15    | 20     | 19     | 24     | 21     | 22     | 17     | 25     | 16     | 23     | 22     | 30     | 12     | 306    |
| Kumulativní součet      | Kumulativní součet      |       |       |       | 12    | 26    | 40    | 55    | 75     | 94     | 118    | 139    | 161    | 178    | 203    | 219    | 242    | 264    | 294    | 306    |        |
| Srpen                   | Srpen                   | 3. St | 4. Čt | 5. Pá | 6. So | 7. Ne | 8. Po | 9. Út | 10. St | 11. Čt | 12. Pá | 13. So | 14. Ne | 15. Po | 16. Út | 17. St | 18. Čt | 19. Pá | 20. So | 21. Ne | Finále |

## Pořadí národů

Mapa zemí dle zisku medailí:
země alespoň s jednou zlatou medaili
země alespoň s jednou stříbrnou medaili
země alespoň s jednou bronzovou medaili
země bez medaile
země bez účasti na hrách

| Pořadí | Země                         | Zlato | Stříbro | Bronz | Celkem |
| ------ | ---------------------------- | ----- | ------- | ----- | ------ |
| 1      | Spojené státy americké (USA) | 46    | 37      | 38    | 121    |
| 2      | Velká Británie (GBR)         | 27    | 23      | 17    | 67     |
| 3      | Čína (CHN)                   | 26    | 18      | 26    | 70     |
| 4      | Rusko (RUS)                  | 19    | 18      | 19    | 56     |
| 5      | Německo (GER)                | 17    | 10      | 15    | 42     |
| 6      | Japonsko (JPN)               | 12    | 8       | 21    | 41     |
| 7      | Francie (FRA)                | 10    | 18      | 14    | 42     |
| 8      | Jižní Korea (KOR)            | 9     | 3       | 9     | 21     |
| 9      | Itálie (ITA)                 | 8     | 12      | 8     | 28     |
| 10     | Austrálie (AUS)              | 8     | 11      | 10    | 29     |
| 13     | Brazílie (BRA)               | 7     | 6       | 6     | 19     |
| 43     | Česko (CZE)                  | 1     | 2       | 7     | 10     |

## Zajímavost
Jedná se o třetí olympijské hry, které proběhly na jižní polokouli po australských olympiádách v Melbourne a Sydney, druhé, jež se odehrály nejblíže zemskému rovníku (nejblíže mu byly Letní olympijské hry 1968 v Mexiku) a první, jež se konají v Jižní Americe. Byla to první letní olympiáda, která se konala kompletně v době, kdy je na příslušné polokouli zimní období (Letní olympijské hry 2000 se konaly na přelomu zimy a jara).
V průběhu dvaceti šesti měsíců Brazílie hostila po Mistrovství světa ve fotbale 2014 druhou nejexponovanější sportovní akci světa. Do štafety s olympijským ohněm se zapojilo téměř 12 tisíc běžců, kteří absolvovali celkem 20 tisíc kilometrů. Kvůli vážné nemoci nemohl zapálit oheň fotbalová legenda Brazilec Pelé.
Na olympiádě v Riu schválil MOV nové sporty pro LOH 2020 v Tokiu: sportovní lezení, baseball/softball, karate, skateboarding a
surfing. Mezinárodní skialpinistická federace (ISMF) se stala členem MOV.

## Kritika a kontroverze

### Obavy o dokončení

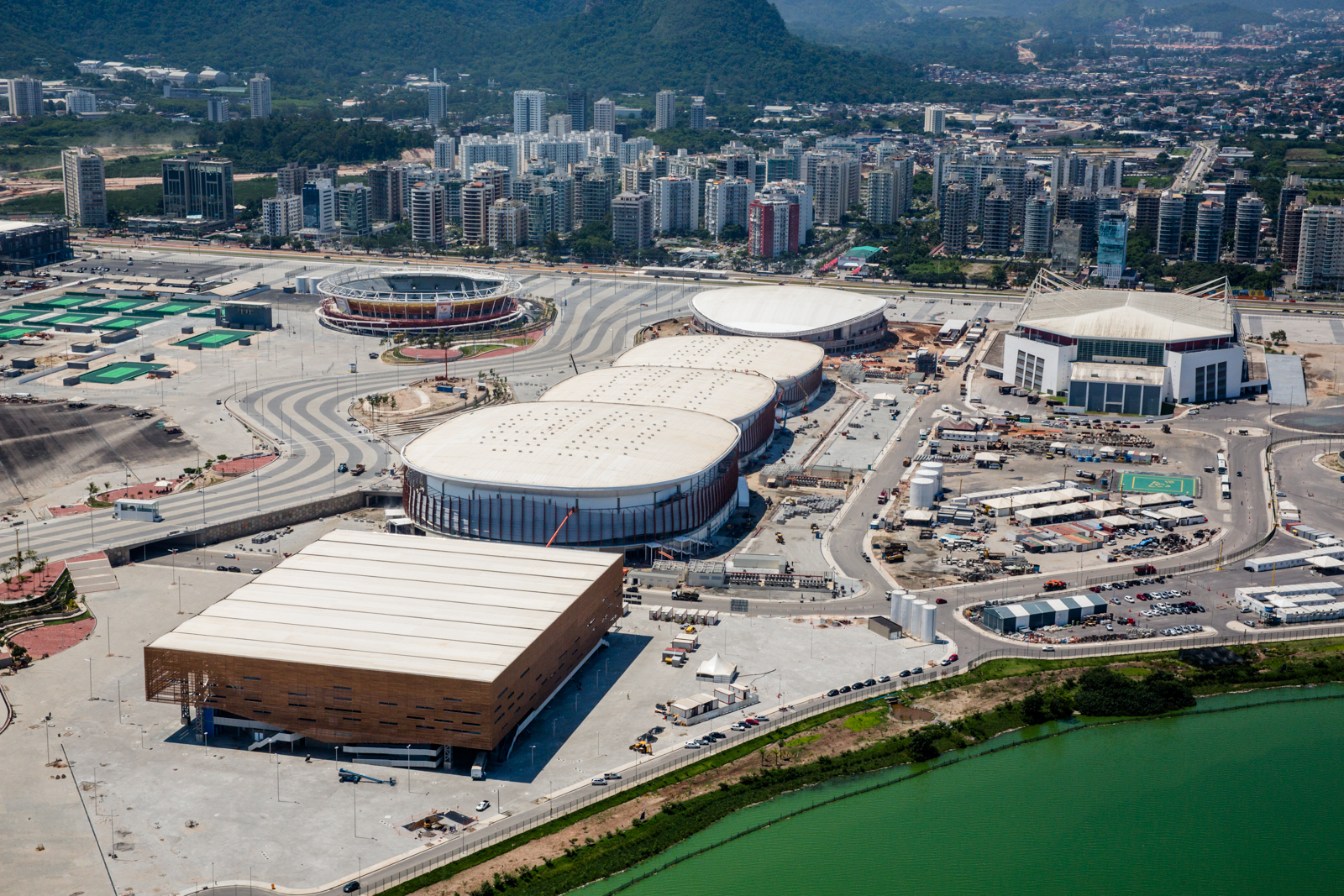
Olympijský park Barra ve výstavbě (2015)

V květnu 2014 viceprezident MOV John Coates označil brazilské přípravy za „nejhorší, které jsem zažil“ a uvedl, že stavební a infrastrukturní projekty byly silně pozadu. Noviny London Evening Standard ho citovaly: „MOV vytvořil zvláštní pracovní skupinu, aby se pokusil urychlit přípravy, ale situace je na místě kritická“ a došly k závěru, že takový zásah byl „bezprecedentní“.
Ve stejné době byla Brazílie na pokraji největší ekonomické recese v historii, což vyvolávalo otázky o tom, zda je země dostatečně ekonomicky připravena pro hry. Náklady na olympiádu v Riu se vyšplhaly v přepočtu na 112 miliard Kč. Ve srovnání s dřívějšími hrami je ale rozpočet stále nízký. Olympiáda a pořádání mistrovství světa ve fotbale před dvěma lety přispěly k tomu, že se ekonomika regionu dostala na pokraj bankrotu. Počátkem roku 2016 se také rozšířil skandál s praním špinavých peněz a korupcí ve státní správě do plnohodnotné politické krize, což vedlo k masivním demonstracím po celé zemi s miliony demonstranty.
Zatímco na ZOH v Soči stála všechna sportoviště už rok před hrami, v Riu dokončovaly práce na poslední chvíli. Přes počáteční obavy, v prosinci 2015 Výbor pro Olympijské hry v Riu prohlásil, že většina míst je kompletní, s výjimkou stadionů Velódromo Municipal do Rio (76%) a Arena da Juventude (75%).
Australský olympijský tým bojkotoval olympijskou vesnici poté, co úředníci prohlásili přidělené apartmány za „neobyvatelné a nebezpečné“. Ucpané toalety, voda kapající ze stropu, odkryté elektroinstalace, potemnělé schodiště, kde nebyla nainstalována žádná osvětlení a špinavé podlahy patří mezi nahlášené problémy v komplexu. Australští sportovci proto zatím zůstali v blízkých hotelech. Nový Zéland, Velká Británie, USA a Itálie si stěžují na podobné problémy. Lucie Šafářová si stěžovala na slabší úroveň areálu a tenisového zázemí a Rio hodnotila ze tří posledních olympiád jako zatím nejhorší.

### Bezpečnost

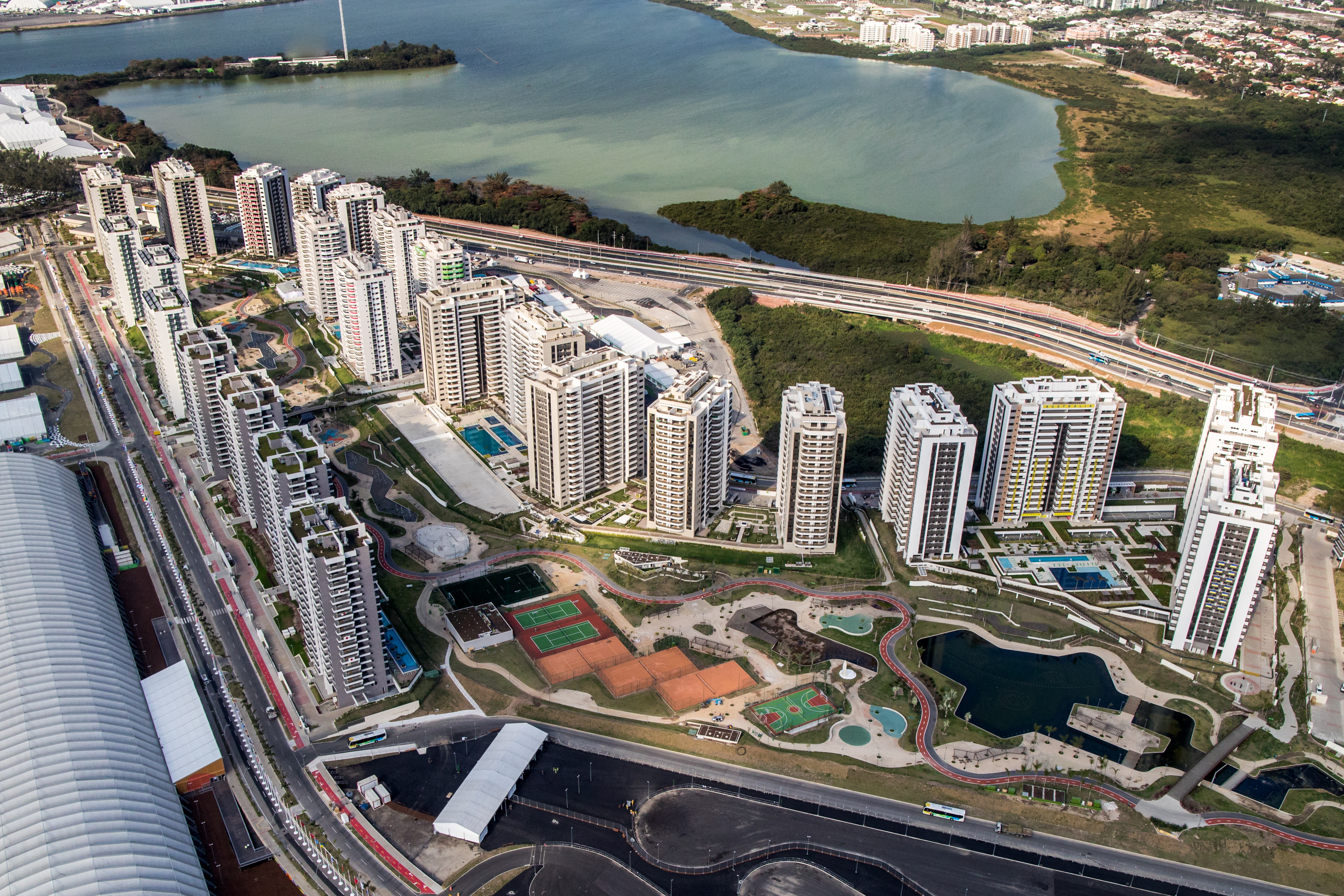
Olympijská vesnice v Riu

Navzdory slibům o zvýšení bezpečnosti stále existovaly obavy o bezpečnost v Riu. Dva týdny před plánovaným začátkem her Brazilská federální policie zatkla islámskou džihádistickou teroristickou skupinu, která plánovala na hrách útok podobným způsobem jako během Mnichovského masakru v roce 1972. Deset lidí se spojením na Islámský stát bylo zatčeno a další dva jsou na útěku.
Rio de Janeiro je dlouho známo vysokým počtem přepadení a krádeží. V roce 2015 se zde stalo přes 48 700 přepadení, což je např. trojnásobek počtu přepadení v New Yorku, který má o 30 procent více obyvatel. Od ledna do května 2016 navíc vzrostl počet loupežného přepadení o 14 procent. Nedlouho před začátkem her byli tři španělští členové a jedna australská členka olympijského jachtařského týmu přepadeni a okradeni útočníky ozbrojenými pistolemi. Po střelbě na hlavní rychlostní silnici k olympijskému areálu, kdy zemřela i sedmnáctiletá dívka, některé země zvažovaly zařízení svých soukromých bezpečnostních sil na olympiádě.
Reprezentanta Nového Zélandu Jasona Lee unesli autem neznámí únosci, po vybrání hotovosti z bankomatu a předání částky byl jen vyhozen z auta. V olympijské vesnici byli okradeni členové dánského týmu, z pokojů jim byla odcizena elektronika i oblečení. Okradení a přepadení byli i novináři a turisti, zloději také přepadli celý autobus se třiceti lidmi. Čínští basketbalisté se dokonce dostali do přestřelky policie s gangem. Útočník s nožem přepadl a okradl i portugalského ministra školství.
21. dubna, v den ukončení olympiády, byla část cyklistické stezky, postavené při přípravě na hry zasažena vlnou a zhroutila se, což způsobilo smrt dvou chodců.

### Virus zika
Dramatické rozšíření viru zika v Brazílii vyvolalo obavy ohledně jeho možného dopadu na sportovce a návštěvníky. Největší výskyt viru na americkém kontinentu je zaznamenán právě v Brazílii (na severovýchodě země). Četné výzvy vědců žádaly odložení her, jelikož by zahraniční návštěvníci mohli způsobit, že se virus rychle rozšíří do celého světa. Řada sportovců stáhla svou účast na hrách kvůli znepokojení nad virem Zika, mezi nimi Tomáš Berdych, Karolína Plíšková, Milos Raonic, Simona Halepová, Jason Day, Tejay van Garderen, Branden Grace, Dustin Johnson, Shane Lowry, Rory McIlroy, Marc Leishman, Charl Schwartzel, Angelo Que a Jordan Spieth. V září 2016 ale Světová zdravotnická organizace uvedla, že během olympijských her nebyly mezi sportovci ani návštěvníky potvrzeny případy výskytu viru Zika.

### Zákaz startu sportovců
Mezinárodní atletická federace IAAF suspendovala ruský atletický svaz kvůli systematickému dopingu. Skupina 68 ruských atletů se dovolala k mezinárodní sportovní arbitráži CAS, která ale jejich odvolání zamítla. Ruský ministr sportu Vitalij Mutko vyjádřil nad rozhodnutím lítost.
Mezinárodní olympijský výbor také hrozil vyloučením celému ruskému olympijskému týmu. Ten však nakonec vyloučen nebyl. Pouze bylo přijato opatření, že na hry nesmí nominovat Rusko žádného sportovce, který v minulosti dostal trest za doping.
Pozitivními dopingovými testy byl vyloučen také bulharský tým vzpěračů. Kvůli vměšování státu do chodu sportovních organizací byl vyloučen Kuvajt, kuvajtští sportovci tak mohli závodit v Riu jen pod olympijskou vlajkou.

### Kanalizace

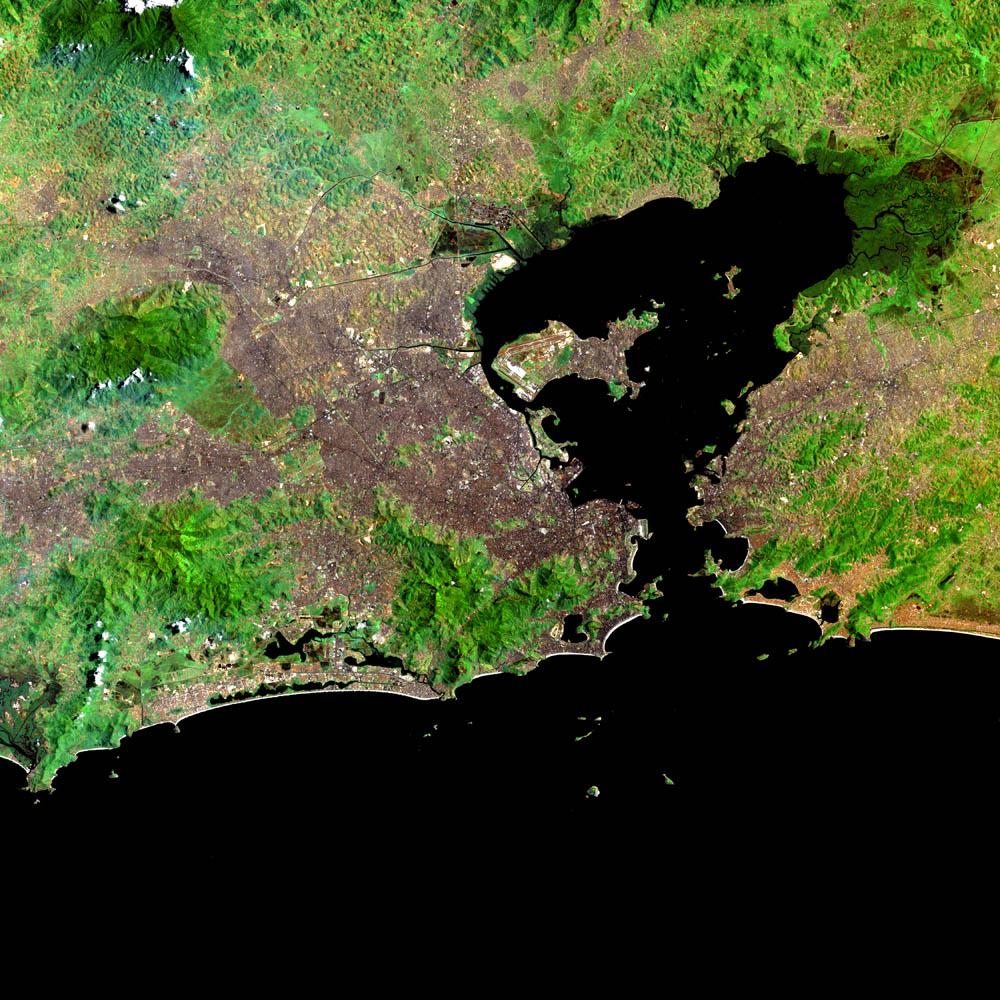
Záliv Guanabara

Záliv Guanabara, jehož vody budou použity pro jachting a windsurfing, je silně znečištěný. Mezi hlavními příčinami znečištění je odpad přiváděný do zálivu přes znečištěné řeky z chudinských čtvrtích podél pobřeží. Voda se nesmí polykat a zpochybňována byla i její vhodnost pro plavání. Cíl vyčištění 80 % odpadních vod, které jsou přiváděny do zátoky, se splnit nepodařilo. Okolo 60 % z odpadních vod bylo vyčištěno k březnu 2016, s cílem vyčištění 65 % odpadních vod ke spuštění olympijských her.
Rakouský jachtař Nico Delle Karth řekl, že je to nejhorší místo, kde kdy trénoval. Nikdy prý nic takového neviděl, ve vodě byly odpadky od pneumatik až po plovoucí matrace, voda prý byla tak špatně vyčištěná, že se do ní bál i strčit nohy. Brazilští vědci našli ve vodě nebezpečné odolné bakterie. Viry ve vodních cestách v Riu byly změřeny na 1,7 milionů násobku úrovně toho, co by bylo považováno za nebezpečné na pláži v jižní Kalifornii. V srpnu 2015 bylo zjištěno, že německý jachtař Erik Heil byl infikován multirezistentními bakteriemi, o nichž se předpokládá, že souvisí s kanalizací.

### Organizace

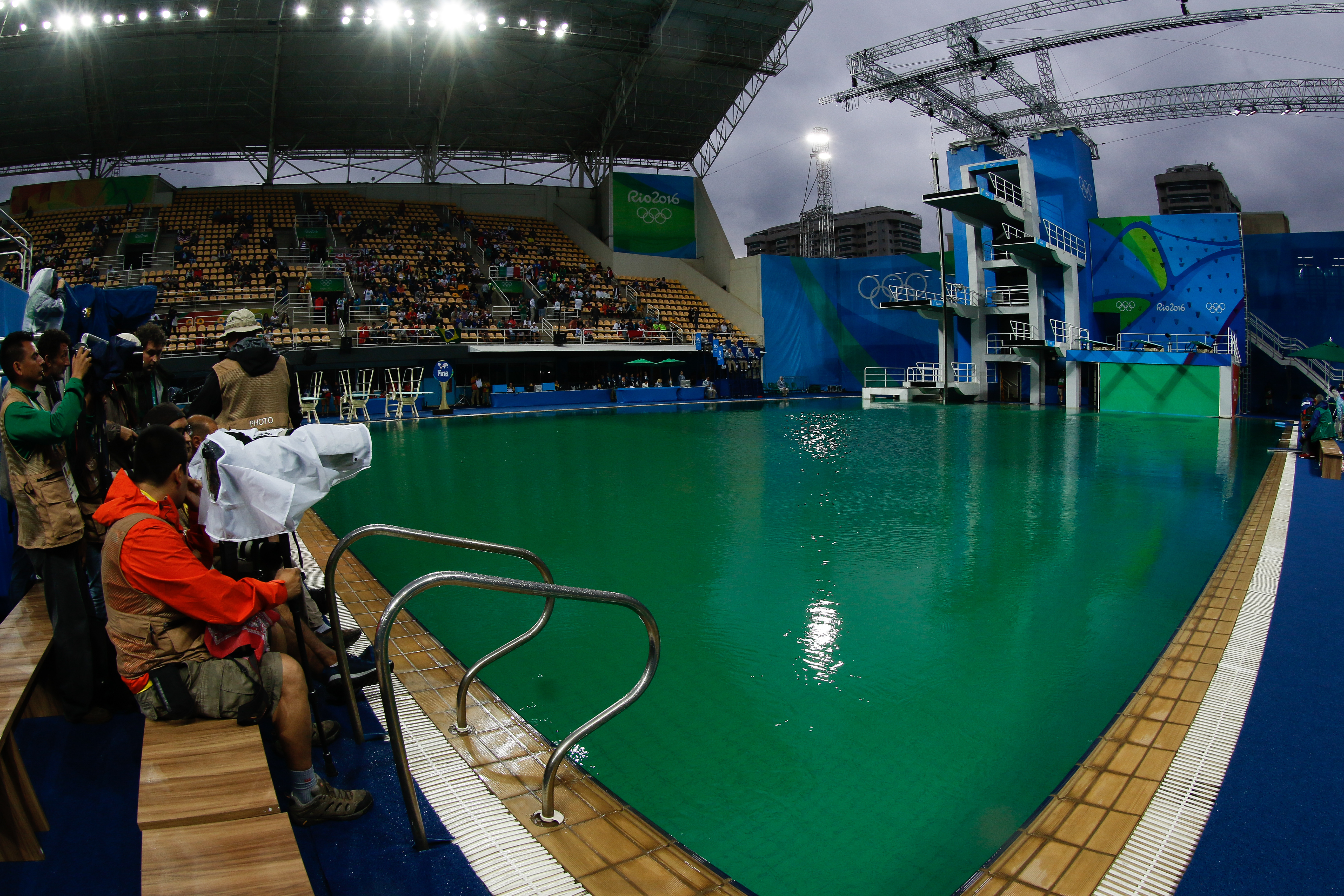
Zelená voda v olympijském bazénu

Při fotbalovém zápase Nigérie s Japonskem byla místo hymny Nigérie zahraná hymna Nigeru, to naštvalo fanoušky a během čtvrté minuty se organizátoři omluvili.
Zpočátku byla užívaná špatná verze čínské národní vlajky, na které čtyři menší hvězdy směřovaly nahoru, vlajky byly použity ve všech oficiálních materiálech her, včetně vlajky vedoucí delegace sportovců na slavnostním zahájení. To naštvalo čínská státní média.
9. srpna se bazén, který se používal pro potápěčské soutěže, začal přebarvovat na zelenou barvu namísto své přirozené modré barvy, následující den se v něm hrálo vodního pólo. Několik sportovců uvedlo, že to ovlivnilo jejich výkon, tím že jim brání ve viditelnosti pod vodou, nebo dráždilo jejich oči. Změna barvy byla způsobená přidáním dechloračního sterilizátoru peroxidu vodíku do vody, která byla již chlorovaná, čímž se neutralizoval sterilizační účinek chloru.
15. srpna se zřítila visutá TV kamera na olympijském parku k zemi a zranila sedm lidí, včetně jedenáctileté dívky. Organizátoři uvedli, že se přetrhl kabel držící zařízení. Ve stejný den nalezli ve vodě nedaleko jachtařských her uříznutou nohu člověka.
Oproti minulým hrám v Londýně byl o olympiádu v Riu malý zájem diváků. Prázdná sedadla byla zčásti způsobena tím, že 11 % prodaných lístků nebylo uplatněných. Viceprezident MOV uvedl, že Rio 2016 bylo nejtěžšími hrami a počet diváků byl zklamáním, kusy prázdných míst byly zdrojem frustrace. Diváci se často chovali hlučně, a nesportovně. Na pískání a bučení si stěžovali například volejbalistky Markéta Sluková s Barborou Hermannovou a tyčkař Renaud Lavillenie. Chování Brazilců ostře odsoudil šéf Mezinárodního olympijského výboru Thomas Bach.
Rok po olympiádě jsou sportoviště v Riu zdevastovaná a většina je opuštěná. Stadion Maracanã byl vyrabovaný a elektřina byla úplně vypojená po obrovském nesplaceném účtu ve výši 950 000 dolarů. Olympiáda byla pro Brazílii zničující a přidala na již tak zničující ekonomické recesi v zemi. Po půl roce věřitelé stále poptávají dluh ve výši 40 milionů dolarů. Z 3600 nových bytů je většina nevyužitých, prodalo se pouze 260 jednotek v komplexu za 1 miliardu dolarů. Probíhá také rozsáhlé vyšetřování korupce, která se měla dít při stavbách olympijských stavebních projektů u brazilských podnikatelů i politiků.